# DNS Advantage
DNS Advantage é um serviço de resolução de DNS gratuito. São fornecidos os seguintes dois servidores para uso público, mapeado para o servidor operacional mais próximo pelo roteamento Anycast.
- 156.154.70.1
- 156.154.71.1

## Histórico
DNS Advantage foi lançado em 11 de dezembro de 2007 como um serviço gratuito de DNS. Ele é baseado na infraestrutura já fornecida pelo serviço comercial e pago UltraDNS. Ambos os serviços são operados pela NeuStar.

Enquanto o UltraDNS fornece serviços de DNS para muitas grandes empresas como Amazon, GAP, MySpace, LinkedIn, Oracle, Forbes, Emirates Airlines, entre outras , qualquer usuário pode usar o serviço DNS Advantage facilmente. O serviço gratuito está em competição direta com o OpenDNS.

## Servidores
Atualmente (desde Setembro de 2009) o DNS Advantage possui servidores distribuídos geograficamente em 15 locais em 5 continentes.

As cidades que hospedam os servidores são:
- Ashburn, VA
- Chicago, IL
- Dallas, TX
- Miami, FL
- Nova Iorque, NY
- Palo Alto, CA
- São José, CA
- Londres, Reino Unido
- Luxemburgo
- Amsterdã, Países Baixos
- Joanesburgo, África do Sul
- Pequim, China
- Sydney, Austrália
- Hong Kong
- Índia.

Mais quatro locais estavam planejados em 2008 para o Canadá, América do Sul e Oriente Médio.

## Serviços
Os serviços atuais são limitados à resolução de DNS e bloqueio de sites maliciosos ou questionáveis.
Os serviços planejados são:
Correção de digitação

Dashboard de gerenciamento

Filtro de domínios (bloqueador de sites)